# Night of the Living Dead (песня)
Night of the Living Dead (в переводе с англ. — «Ночь живых мертвецов») — четвёртый сингл группы The Misfits, выпущен 31 октября 1979 года на шоу группы, посвящённому Хеллоуину в нью-йоркском клубе Irving Plaza. В каталоге собственного лейбла группы Plan 9 Records, этот EP идёт под номером PL1011.

## Об альбоме
Заглавный трек «Night of the Living Dead» основан на одноименном фильме ужасов 1968 года. Но несмотря на это, песня «Where Eagles Dare» не основывается на одноименном фильме 1969 года. Третья песня с альбома «Rat Fink» является кавер-версией песни Аллана Шермана с его альбома 1963 года «My Son, the Nut». Это единственный студийный кавер с Гленном Данцигом в составе группы.
Песня «Rat Fink» была позже выпущена на сборнике «Collection II», выпущенном в 1995 году, а все три трека были доступны в «Бокс-сете» группы, выпущенном в 1996 году.
Этот EP был единожды выпущен в количестве 2000 копий на чёрном виниле.

## Список композиций
Все песни написаны Гленном Данцигом, за исключением отмеченных.

### Сторона A
1. «Night of the Living Dead» — 2:02

### Сторона B
1. «Where Eagles Dare» — 1:51
2. «Rat Fink» (Allan Sherman, Wills, Anderson) — 1:50

## В записи участвовали
- Гленн Данциг — вокал
- Joey Image — ударные
- Джерри Онли — бас-гитара, бэк-вокал
- Bobby Steele — гитара, бэк-вокал
- Wayne Vlcan — звукорежиссёр
- Danny Zelonky — продюсер записи
- The Misfits — продюсирование